# Ильмайок
Ильмайок — река в России, протекает по Мурманской области. Впадает в озеро Ильма. Длина реки составляет 3,2 км. Высота устья — 399,0 м над уровнем моря.

## Данные водного реестра
По данным государственного водного реестра России относится к Баренцево-Беломорскому бассейновому округу, водохозяйственный участок реки — Воронья от гидроузла Серебрянское 1 и до устья. Речной бассейн реки — бассейны рек Кольского полуострова, впадает в Баренцево море.
Код объекта в государственном водном реестре — 02010000812101000004215.